# Otto Stenzel
Otto Stenzel (auch Otto Stenzeel, gebürtig Otto Carl Johann Stenzel, * 12. April 1903 in Berlin; † 7. März 1989 in Baden-Baden) war ein deutscher Musiker, Filmkomponist und Bandleader.

## Leben
Stenzel spielte in Berlin in den 1920er-Jahren im Boston-Club-Tanzorchester unter Leitung von Bernard Etté, war von 1926 bis 1930 Kinokapellmeister im UT Kurfürstendamm und Ende des Jahrzehnts als Filmkomponist tätig, u. a. für die Stummfilme Die schönsten Beine von Berlin (1927, Regie: Willi Wolff), Menschen am Sonntag (1929, Regie: Robert Siodmak u.a.), Mascottchen (1928/29, Regie: Felix Basch) und für Tagebuch einer Verlorenen (1929, Regie: Georg Wilhelm Pabst). Ab 1930 leitete er das Theaterorchester im Revuetheater Scala in Berlin; in dieser Zeit nahm er mit dem Orchester eine Reihe von Schallplatten auf, wie Sag' beim Abschied leise Servus (1936, Gesang Luigi Bernauer, Odeon A272082), Wenn ich vergnügt bin muss ich singen (1937, mit Kurt Mühlhardt, Kristall 3654), So schön hab'n die Geigen noch nie gespielt (Brillant 243, Gesang Max Mentor), Wir kurbeln an (Electrola 2675), Penny Serenade (Gloria 21285), La Cucaracha (Tempo 4036), Lasst uns Tanzen (1939, Gesang Wilfried Sommer, Gloria 41328), Sonnenschein für alle (1939, Gesang Humoresk Melodios, Gloria 41283) und Musik! Musik! Musik! (von Peter Kreuder, aus dem Marika-Rökk-Film Hallo, Janine!). In Stenzels Orchester spielten u. a. Mike Danzi und Franz Thon.
Im Oktober 1939 wurde Stenzel auf Anordnung von Joseph Goebbels zusammen mit der Sängerin Anita Spada, dem Scala-Pressechef Will Meyer und dem Conferencier Heinz Heimsoth vorübergehend verhaftet.
Der Bandleader ist nicht mit dem gleichnamigen Regieassistenten Otto Stenzel (* 1926)  zu verwechseln.